# Shirley Bassey
Pour les articles homonymes, voir Bassey.
Pour l'album éponyme, voir Shirley Bassey.
Shirley Veronica Bassey (/ˈʃɜːli vəˈɹɒnɪkə ˈbæsi/), née le 8 janvier 1937 à Cardiff, est une chanteuse galloise dont la carrière a commencé vers la fin des années 1950.
Reconnue pour sa voix puissante, elle est considérée comme l'une des artistes les plus populaires de la deuxième moitié du XXe siècle. Elle détient, avec Barbra Streisand, le record de longévité dans les hit-parades au Royaume-Uni et se voit, selon son label, créditée de 140 millions d'albums vendus. Elle est également artiste pour la paix de l'UNESCO.
Elle est notamment connue pour être la seule personne à avoir enregistré trois chansons de générique pour des films de la série James Bond : Goldfinger en 1964, Les diamants sont éternels en 1971 et Moonraker en 1979.

## Biographie

### Enfance
Shirley Bassey est la benjamine d'une famille recomposée de sept enfants. Elle est la fille d'Eliza Jane, une Anglaise originaire de Teeside (en), et d'Henry Bassey, originaire du Nigeria. Le deuxième enfant du couple meurt avant la naissance de Shirley qui sera entourée de deux demi-sœurs, issues d'un premier mariage de sa mère, de deux sœurs et un frère.
Elle naît et grandit dans le quartier pauvre de Tiger Bay à Cardiff au pays de Galles.
Ses parents se séparent avant qu'elle ait six ans mais la fratrie reste unie.
Dès son plus jeune âge, ses professeurs et camarades de l'école Moorland Road remarquent sa voix puissante.
Après avoir quitté l’école à quatorze ans, elle trouve un premier emploi dans une usine d’emballage locale, tandis qu’elle se produit en chantant le soir et le week-end dans des pubs locaux et des clubs.

### 1953-1959: la naissance d'une carrière
En 1953, elle signe son premier contrat professionnel de chanteuse pour la revue itinérante Memories of Al Jolson et Hot from Harlem l'année suivante. Mais à tout juste seize ans, Shirley Bassey tombe enceinte de sa première fille Sharon et ressort déçue du monde du spectacle. Elle retourne vivre au domicile familial puis est repérée par un agent, Michael Sullivan, qui décide de faire d'elle une star. Elle se produit alors dans plusieurs salles avant de participer à une émission TV qui lui ouvre les portes de la célébrité à l'Adelphi Théâtre de Londres. Johnny Franz, agent chez Philips, impressionné par sa prestation, propose à la jeune chanteuse d’enregistrer son premier disque.
En 1956, à tout juste dix-neuf ans, elle enregistre son premier disque, Burn My Candle (At Both Ends). Interdit sur les ondes de la BBC pour ses paroles suggestives, le disque ne se vend pas.
En 1957, avec son titre Banana Boat Song, Shirley Bassey s'offre son premier succès, classé numéro 8 au hit-parade britannique. Cette même année, elle enregistre à New York sous la direction du producteur américain Mitch Miller pour le label Columbia le single If I Had a Needle and Thread/Tonight My Heart She Is Crying. Elle se produit alors à Las Vegas pour y faire ses débuts au célèbre hôtel casino El Rancho.
En 1958, Shirley Bassey enregistre quelques-unes des chansons qui deviendront des classiques de son répertoire : As I love you, Hands Across the Sea et Kiss Me, Honey Honey, Kiss Me.
En 1959, elle signe un contrat avec Columbia EMI, marquant un nouveau tournant dans sa jeune carrière.

### De 1960 à 1979: de la percée au succès
Au cours de la première partie des années 1960, cinq albums se classent dans le top 15 des hit-parades britanniques. Sa reprise de la chanson As Long As He Needs Me de la comédie musicale Oliver ! reste 57 semaines dans le UK Singles Chart, y atteignant la 3e place.
Le 13 novembre 1960, Shirley Bassey fait ses débuts à la télévision américaine au The Ed Sullivan Show.
En 1962, elle collabore avec Nelson Riddle et son orchestre pour la production de l'album Let's Face the Music (no 12) et le single What Now My Love (no 5). Elle continue à occuper le classement avec ses titres Reach for the Stars/Climb Ev'ry Mountain et I'll Get By (1961), I (Who Have Nothing) en 1963. À cette période elle fait la une du magazine Ebony. Elle est invitée à un gala du président Kennedy à Washington.
En 1964, elle enregistre la chanson phare du nouveau James Bond Goldfinger (no 1 aux États-Unis et no 9 au Royaume-Uni) et la même année le titre The Liquidator, générique du film parodique bondien. Goldfinger propulse Shirley Bassey au rang de star internationale. Grâce au succès époustouflant de Goldfinger, elle apparaît à de nombreuses reprises dans des talk-shows à la télévision américaine, ceux de Johnny Carson et de Mike Douglas en particulier.
Sous le coup d'une interdiction de travailler au Royaume-Uni pour cause d'exil fiscal, Shirley Bassey participe au festival de Sanremo en Italie. Elle y chante La vita, une chanson italienne de Bruno Canfora et Antonio Amurri, dont une partie des paroles ont été adaptées en anglais par Norman Newell. Cette version entre au Top 40 italien, et Shirley Bassey enregistre l'album éponyme. Malgré ces succès, les ventes s'effritent au Royaume-Uni.
À partir des années 1970 elle connaît la période la plus prolifique de sa carrière et signe son retour au Royaume-Uni. Elle se produit au cabaret The Talk of the Town et enregistre la même année l'album something. Son succès international (single no 4, album no 5) engendre une série d'albums sous le label United Artists, tous couronnés de succès : Something Else (1971), And I Love You So (1972), I Capricorn (1972), Never Never Never (1973), Good, Bad but Beautiful (1975), Life, Love and Feelings (1976), You Take My Heart Away (1977) et Yesterdays (1978).

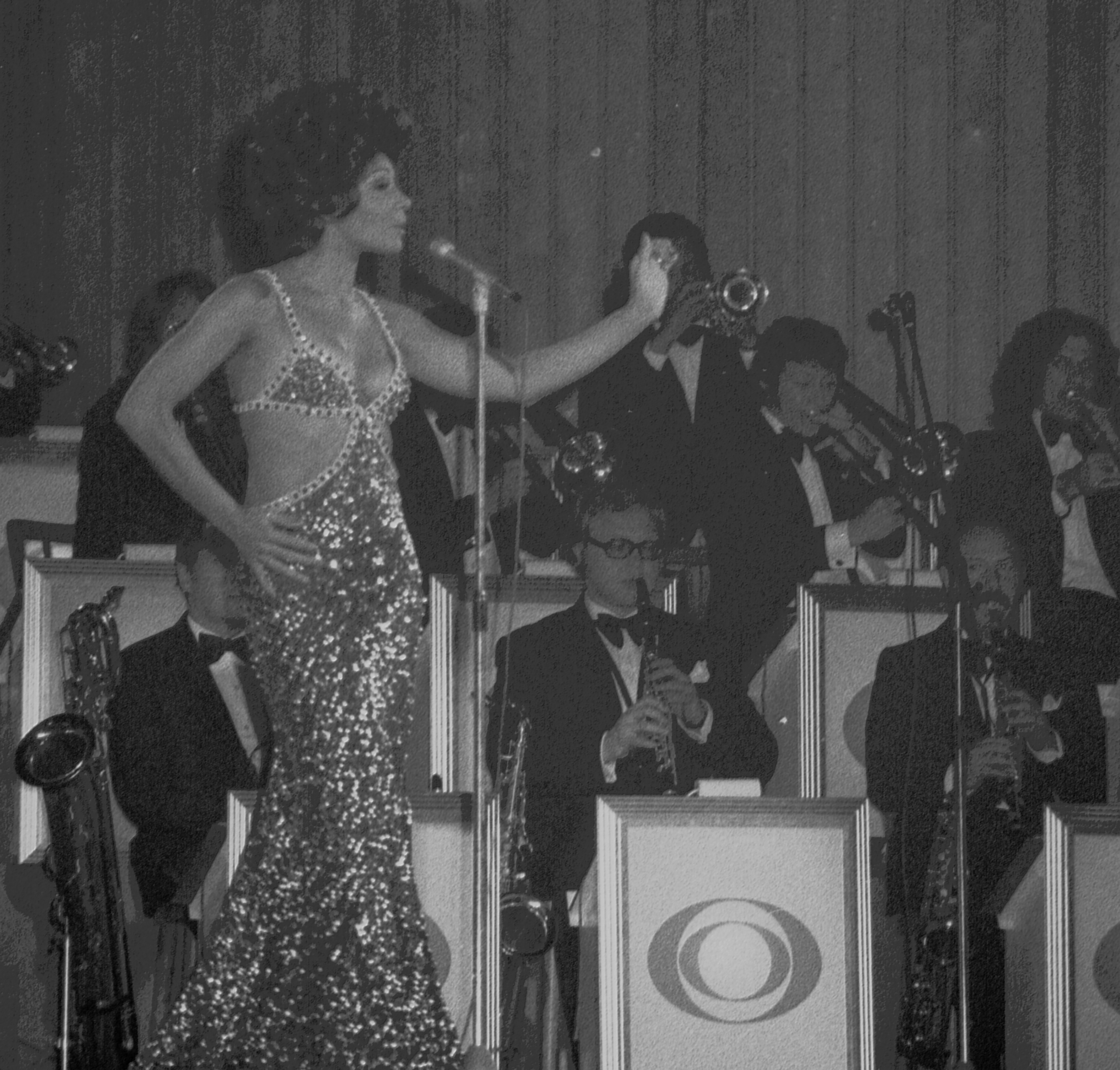
Shirley Bassey à la Muensterhalle de Munster en Allemagne au début des années 1970.

Entre 1970 et 1979, Shirley Bassey sort 18 albums. En 1973, elle affiche complet lors d'une série de concerts à New York au Carnegie Hall (prestation qui sera enregistrée sur l'album : Shirley Bassey: Live at Carnegie Hall). En 1971, elle enregistre le générique du nouveau James Bond Diamonds Are Forever. Elle apparaît la même année au Morecambe and Wise Christmas Show de Noël.
En 1972 et 1993, Shirley Bassey est l'invitée de l'émission This Is Your Life (en),.
En 1976, Shirley Bassey enregistre six épisodes de son show diffusé sur la BBC.
Une seconde série de six épisodes est réalisée en 1979. Ces séries d’émissions se caractérisent par leurs invités (Neil Diamond, Lulu, Michel Legrand, Dusty Springfield, Charles Aznavour…) et ses prises de vue à travers le monde (Cap Canaveral, une plate-forme pétrolière, le Concorde…) et en studio.
En 1978, Shirley Bassey plaide coupable lors de son procès pour désordre public et outrage à agent.
La décennie se termine par l'enregistrement de son troisième générique de James Bond, Moonraker (1979)

### De 1980 à 1999
Tout au long des années 1980, Shirley Bassey axe sa carrière sur des concerts de charité et des tournées occasionnelles dans toute l'Europe, l'Australie et les États-Unis. Après avoir terminé son contrat avec EMI-United Artists, elle décide de prendre ce qu'elle appelle une « semi-retraite ». Toutefois, au Royaume-Uni, Shirley Bassey reste l’artiste qui vend le plus de singles. Elle sera détrônée par Madonna au début des années 1990.
En 1982, elle enregistre l'album intitulé All by Myself, et l'émission A Special Lady avec Robert Goulet et Richard Clayderman.
En 1983, elle sort un duo avec Alain Delon, Thought I'd Ring You, qui est devenu un hit en Europe.
Sort en 1984 un album de reprise de ses chansons les plus célèbres : I Am What I Am, réalisé avec l'orchestre symphonique de Londres dirigé par Carl Davis.
En 1986, elle enregistre un single et une vidéo pour l'office de tourisme londonien, There's No Place Like London coécrit par Lynsey Paul et Gérard Kenny.
En 1987, elle sort un album chanté entièrement en espagnol, La Mujer. Line Renaud propose à la diva de se produire la même année à Paris lors d’une soirée au profit de la lutte contre le sida. La même année, Shirley Bassey participe aux célébrations de l’anniversaire de la fondation de Berlin. Elle enregistre la même année The Rythm Divine avec Yello.
En 1988, elle est l’invitée d’honneur de Jacques Chancel lors d’un Grand Échiquier exceptionnel aux côtés de Michel Legrand, Charles Trenet…
En 1992, elle se produit à l’occasion des 60 ans de la reine Sikirit de Thaïlande.
Au milieu des années 1980 Shirley Bassey commence à travailler avec un coach vocal, une ancienne chanteuse d'opéra, et son album de 1991 Keep the Music Playing est teinté d'influences pop et lyrique.
En 1994, EMI publie une compilation de ses titres de 1959 à 1979. Le livret d'accompagnement débute par un poème de Marc Almond.
En 1995, la diffusion de l’émission An audience with Shirley Bassey réunit plus de 10 millions de téléspectateurs.
En 1996, Shirley Bassey collabore avec Chris Rea dans le film La Passion, jouant son propre rôle et interprétant le single disco La Passione.
En 1997, elle enregistre History Repeating, écrit pour elle par les Propellerheads, qui sera un grand succès. Elle célèbre son 60e anniversaire en 1997 avec des concerts en plein air, à Castle Howard et Althorp Park, et par une émission spéciale. L'album qui en résulte Live The Birthday Concert a reçu une proposition pour les Grammy Awards de la meilleure prestation pop vocale traditionnelle.
En 1998, Shirley Bassey devient le deuxième artiste (après Frank Sinatra) à se produire devant le Sphinx et les pyramides en Égypte, à l’invitation du premier ministre égyptien. Dans le film Little Voice de 1998, Shirley Bassey est l'un des trois personnages centraux avec Marilyn Monroe et Judy Garland. Jane Horrocks, l'actrice principale dans le film, reprendra son rôle à diverses occasions lors d'imitations remarquées. Au cours de sa tournée au Royaume-Uni cette année-là, la diva galloise se produit devant 120 000 spectateurs et pulvérise son propre record à Londres durant dix spectacles au Royal Festival Hall. La même année, elle enregistre puis interprète avec le baryton Bryn Terfel World In Union, la chanson officielle de la Coupe du Monde de Rugby, lors de la cérémonie d’ouverture au Millenium Stadium de Cardiff, vêtue d'une robe conçue sur le drapeau gallois.
En 1998, Shirley Bassey a été poursuivie par son ancien secrétaire pour violation de contrat et pour violences verbales. Shirley Bassey a obtenu gain de cause.

### De 2000 à nos jours

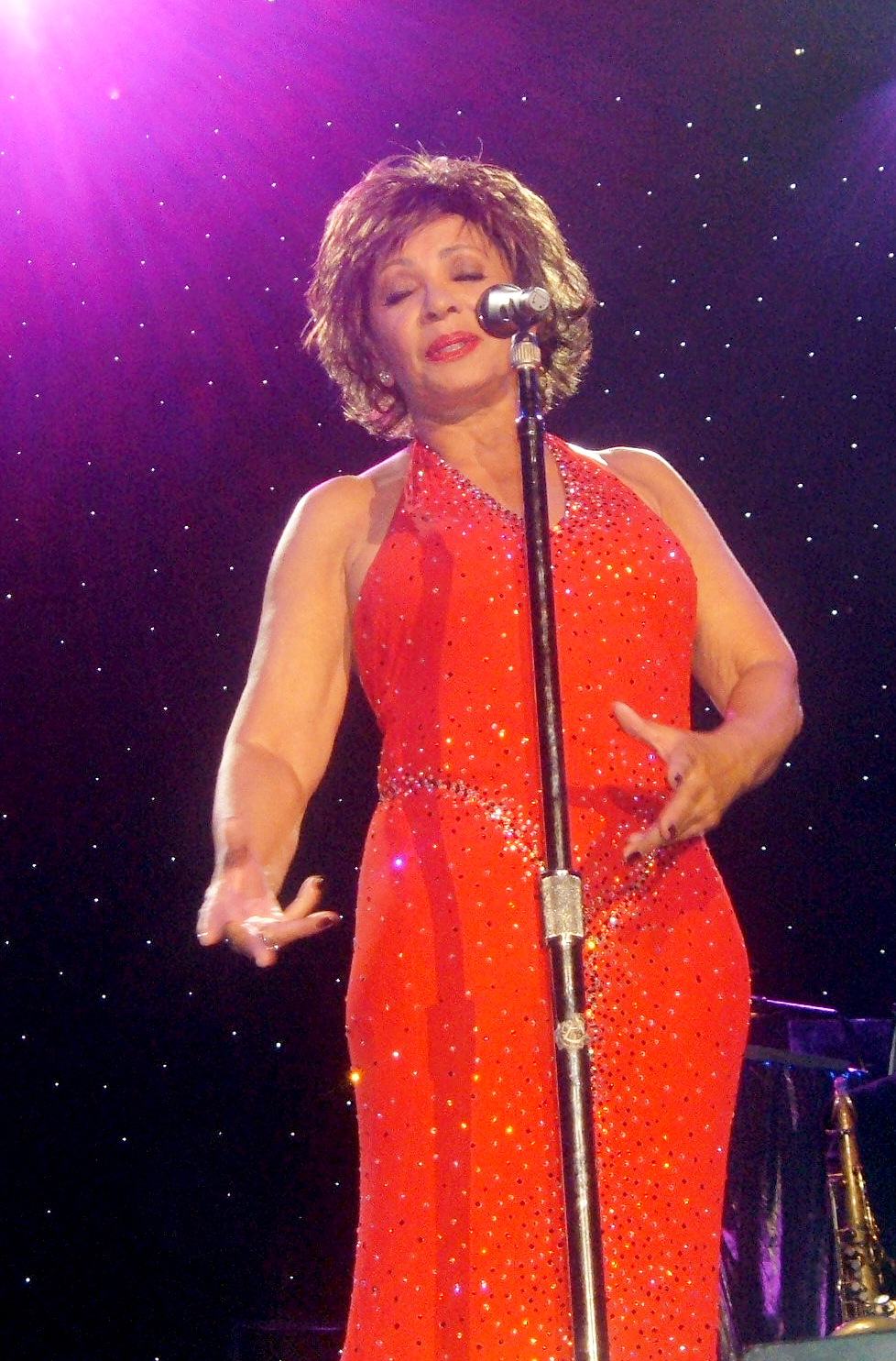
Shirley Bassey au Wembley Arena en 2006.

En 2001, Shirley Bassey est l'artiste principale de la cérémonie consacrée au 80e anniversaire du duc d'Édimbourg.
En 2003, elle fête ses 50 ans de carrière par la publication du CD Thank you for the years, qui fut classé au Top 20 album.
En 2006, elle enregistre une seconde émission spéciale An another audience with Shirley Bassey. Elle donne par la suite, durant le mois de juin, une série de concerts dans cinq arénas à travers le Royaume-Uni, tournée culminant à Wembley. Elle a également donné un concert devant 10 000 personnes au Faenol Festival de Bryn Terfel, diffusé par la BBC du Pays de Galles.
En 2006, Marks & Spencer signe avec elle pour une campagne télévisée de Noël sur le thème de James Bond : Shirley Bassey y apparait, vêtue d'une robe de la marque, dans un palais de glace glamour chantant Get the Party Started, une reprise de la chanteuse Pink. Cette musique a été reprise dans le film Comme chiens et chats — La Revanche de Kitty Galore.
The Living Tree, écrit, produit et enregistré à l'origine par le groupe Never the Bride, sort en 2007 et marque le 50e anniversaire de Shirley Bassey dans les hits-parades britanniques. Elle participe la même année au festival de Glastonbury pendant plus de 45 minutes. 

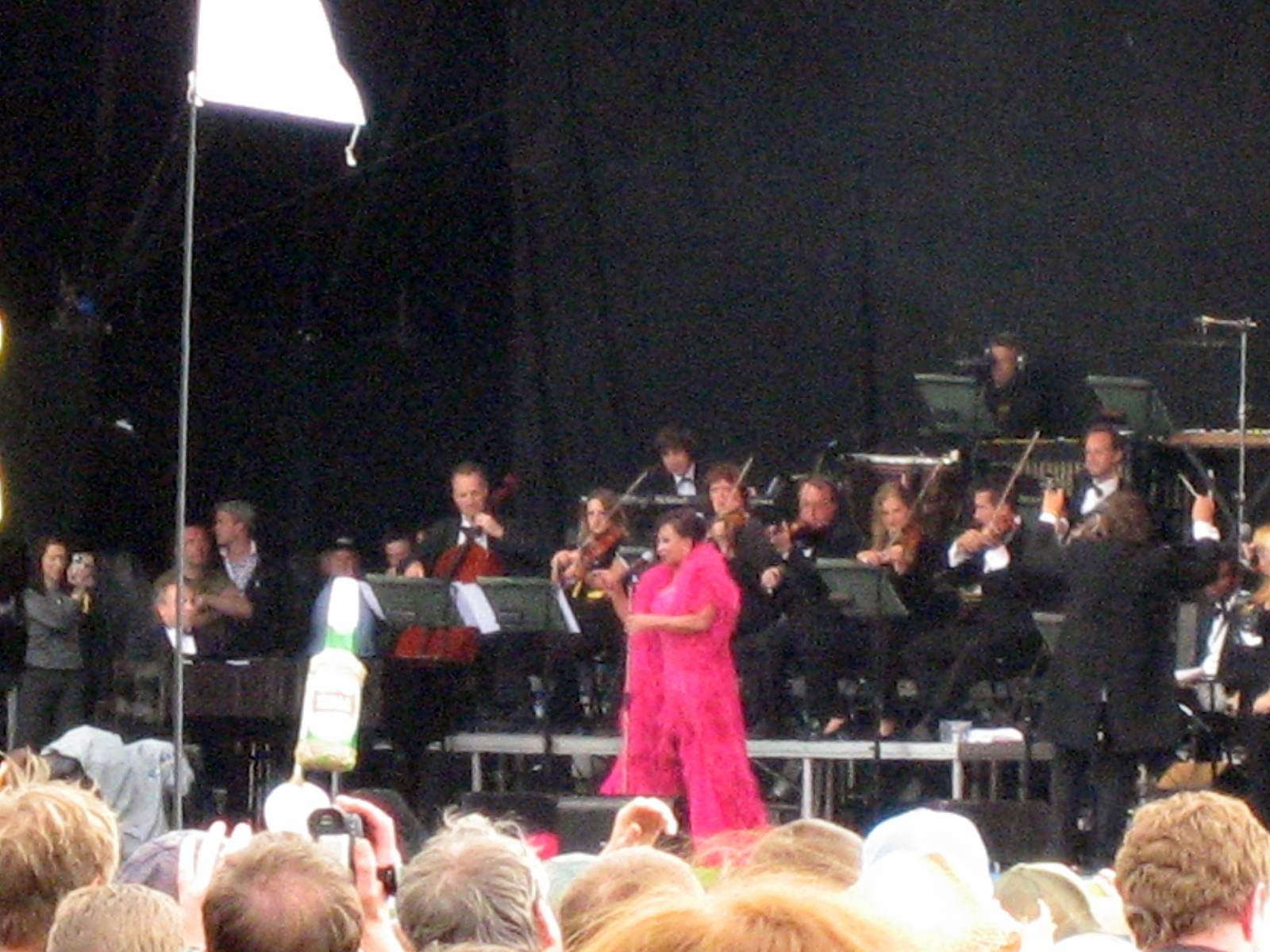
Shirley Bassey au festival de Glastonbury en 2007.

Le 23 mai 2008, elle est transportée à l'hôpital de Monaco, pour une opération à la suite de douleurs abdominales. Elle doit alors se retirer de l'affiche du concert spécial « Nelson Mandela, 90e anniversaire ».
En 2009, Shirley Bassey enregistre un nouvel album, The Performance. Elle apparaît aussi comme vedette aux BBC Electric Proms le 23 octobre 2009, dans son unique live de 2009.
Le 4 juin 2012, elle apparaît sur la scène du Diamond Jubilee Concert, pour chanter son tube Diamonds Are Forever devant la reine Élisabeth II et plus de 250 000 spectateurs.
Le 24 février 2013, elle rend hommage aux cinquante ans de James Bond en interprétant Goldfinger sur la scène du Dolby Theater de Los Angeles pendant la 85e Cérémonie des Oscars.
Le 17 novembre 2014, Dame Shirley Bassey sort un nouvel album Hello Like Before et célèbre ainsi ses 60 ans de carrière.
Le 6 novembre 2020, Dame Shirley Bassey sort son dernier album I owe It All to You, qui se classe également dans les hit-parades britanniques, faisant d'elle la première artiste féminine à se classer dans le hit-parade durant sept décennies consécutives. 

### Vie personnelle
Shirley Bassey fut mariée à Kenneth Hume (1926-1967), écrivain, de 1961 à 1965. De 1968 à 1977, son second mari fut Sergio Novak, cadre de l'hôtel l'Excelsior à Venise. Shirley Bassey a deux filles, Sharon et Samantha. Avec Novak, elle a également adopté un enfant, Mark. En 1985, à 21 ans, Samantha Novak est retrouvée morte noyée dans l'Avon à Bristol, en Angleterre. Shirley Bassey a toujours soutenu que la mort de sa fille n'était pas un suicide mais l'enquête ne l'a pas confirmé.
Elle réside actuellement à Monte-Carlo. Elle a quatre petits-enfants de Sharon.